# Духанов, Михаил Павлович
Михаи́л Па́влович Духа́нов (2 [14] июля 1896 — 2 сентября 1969) — советский военачальник, генерал-лейтенант (1943).

## Молодость
Родился 2 (14) июля 1896 (по другим данным 14 (26) июля 1896) в Киеве. Окончил Киевское городское училище и Министерское двухклассное училище. С 1911 года работал учеником и практикантом-чертёжником в земельном отделе Киевской городской управы. В августе 1915 года экстерном сдал экзамены на 5 классов реального училища.

## Первая мировая и Гражданская войны
Служил в Русской императорской армии с августа 1915 года, рядовой запасного понтонного батальона в Киеве, с декабря 1915 по февраль 1916 — рядовой 2-го запасного сапёрного батальона в Харькове. Окончил 5-ю Киевскую школу прапорщиков в мае 1916 года. Служил младшим офицером 55-го запасного пехотного полка в Москве, с августа 1916 — младшим офицером 287-го запасного пехотного полка в Калуге. В том же месяце с маршевой ротой убыл на фронт. Участник Первой мировой войны, воевал в 3-й армии Юго-Западного фронта. С января 1917 года служил в 689-м Столинском пехотном полку 173-й пехотной дивизии 46-го армейского корпуса на Румынском фронте. В июне 1917 года откомандирован в Саранск в 234-й запасной пехотный полк, в июле вернулся в 689-й пехотный полк и назначен начальником команды пеших разведчиков полка. Проявил храбрость в боях, в том числе в вылазках в расположение противника, за что по постановлению солдатского собрания награждён Георгиевским крестом, а позднее и орденом. С конца октября 1917 года служил в 306-м Мокшанском пехотном полку, с января лечился в госпитале в Киеве по болезни. В 1918 году демобилизовался и уехал из Киева в Москву.
В Красной Армии с февраля 1918 года, вступил в неё добровольцем. Член РКП(б) с 1918 года. Участник Гражданской войны. Сначала служил военным инструктором одного из московских военкоматов, затем инструктором пехотного батальона Бутырского района Москвы. С сентября 1918 — командир батальона 47-го пехотного полка. В декабре 1918 года зачислен в Военную академию РККА. Во время войны обучение в академии неоднократно прерывалось, слушатели отправлялись на фронт, а затем вновь отзывались в Москву для продолжения обучения. С апреля по сентябрь 1919 года воевал помощником начальника разведывательного отдела штаба 14-й армии Южного фронта против войск генерала А. И. Деникина. В сентябре 1919 года вновь учился в академии.

## Межвоенный период
В октябре 1921 года окончил Военную академию РККА. С октября 1921 — помощник начальника оперативного управления в штабе помощника Главкома РККА по Сибири (Новониколаевск). С января 1922 года — начальник штаба 13-й Сибирской кавалерийской дивизии (в июле переформирована в 4-ю отдельную Сибирскую кавалерийскую бригаду). Дивизия и бригада дислоцировались в Бийске и активно участвовали в боевых действиях против вооружённых банд в Горном Алтае, в 1924 году бригада передана в Западный военный округ (СССР) и переведена в Могилёв. С января 1925 года — начальник штаба 1-го конного корпуса Червонного казачества имени Всеукраинского ЦИК, с октября 1925 — начальник штаба 2-й Черниговской им. Германской компартии кавалерийской дивизии в Украинском военном округе. С января 1926 года — помощник начальника по строевой части Тверской кавалерийской школы имени Коминтерна. С октября 1926 — начальник оперативной части штаба 2-го кавалерийского корпуса в Украинском ВО. С июля 1927 года — начальник штаба 10-й Майкопской кавалерийской дивизии имени КИМ в Московском военном округе, которая в марте 1930 года была переименована в 14-ю кавалерийскую дивизию им. тов. Пархоменко. При этом в 1928 году окончил Курсы усовершенствования высшего начальствующего состава при Военной академии РККА имени М. В. Фрунзе.
С октября 1931 года — преподаватель и старший преподаватель Военно-технической академии РККА имени Ф. Э. Дзержинского в Ленинграде. С июня 1932 года старший преподаватель кафедры тактики в Военной академии механизации и моторизации РККА. С октября 1934 года — начальник Ульяновской бронетанковой школы, с октября 1936 — начальник отдела автобронетанковых войск Управления вузов РККА, с октября 1937 — помощник командующего войсками Приволжского военного округа по военно-учебным заведениям, с августа 1938 года — заместитель командующего войсками Ленинградского военного округа.
Участник советско-финской войны (1939—1940). С 21 ноября 1939 года — командующий войсками 9-й армии, действовавшей с началом войны на Кандалакшском и Ребольском направлениях. 22 декабря 1939 года решением Ставки снят с должности командующего 9-й армией и направлен в распоряжение Главного управления кадров НКО СССР. В январе 1940 года назначен заместителем командующего Северо-Западным фронтом по формированиям. С мая 1940 года — помощник командующего Ленинградским военным округом по военно-учебным заведениям.

## Великая Отечественная война
Участвовал в Великой Отечественной войне с августа 1941 года в должности помощника командующего войсками Северного фронта и начальника запасных частей фронта. С 19 сентября — командир 10-й стрелковой дивизии. В составе 8-й армии Ленинградского фронта дивизия занимала оборону в районе населённого пункта Стрельна в ходе Ленинградской оборонительной операции, проводила контратаки и удерживала занимаемые рубежи. В начале октября дивизия под угрозой окружения отошла на рубеж западнее города Петергоф, отражая ожесточённые атаки противника.
С 4 по 24 октября 1941 года временно командовал 19-м стрелковым корпусом 23-й армии, с ноября — начальник штаба Невской оперативной группы, затем помощник командующего войсками Ленинградского фронта по запасным частям, с мая 1942 — помощник командующего Ленинградской группой войск Ленинградского фронта по формированиям, с сентября — помощник командующего войсками Ленинградского фронта по формированиям.
С 6 октября 1942 года — командующий Невской оперативной группой, затем с 10 октября 1942 года — командующий созданной на её базе 67-й армией этого же фронта. Армия удерживала часть правого берега реки Нева и плацдарм в районе Московской Дубровки, а также охраняла «Дорогу жизни» через Ладожское озеро. В январе 1943 года армия участвовала в операции «Искра». За умелое руководство войсками армии М. П. Духанов был награждён орденом Кутузова 1-й степени. В конце декабря 1943 года управление армии было объединено с 55-й армией, и он остался без должности.
В марте 1944 года был назначен заместителем командующего войсками 8-й гвардейской армии 3-го Украинского фронта, которая успешно действовала в ходе Никопольско-Криворожской, Березнеговато-Снигирёвской и Одесской наступательных операций. В апреле 1944 года армия была выведена в резерв Ставки ВГК и с 13 июня передана 1-му Белорусскому фронту и в его составе участвовала в Белорусской, Варшавско-Познанской и Берлинской наступательных операциях.

## После войны
После войны, с августа 1945 года, помощник командующего войсками Ленинградского военного округа по вузам. С 16 апреля 1953 года — в отставке по состоянию здоровья. Скончался в Ленинграде 2 сентября 1969 года. Похоронен на Богословском кладбище Санкт-Петербурга.

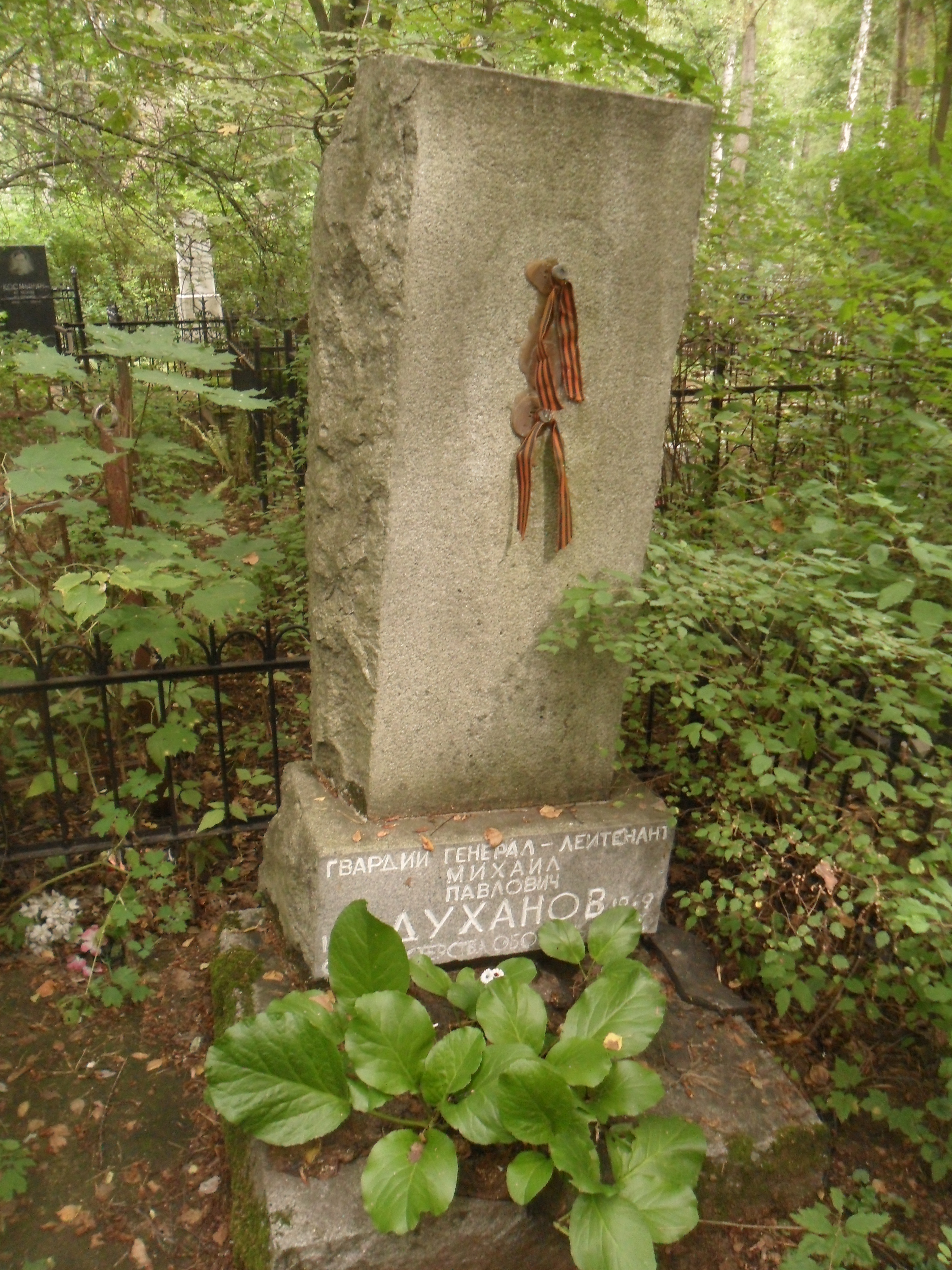
Могила Духанова на Богословском кладбище Санкт-Петербурга.

## Воинские звания
- младший унтер-офицер (4 апреля 1916 года)
- прапорщик (11 мая 1916 года)
- подпоручик (20 марта 1917 года)
- комбриг (26 ноября 1935 года)
- комдив (23 июля 1938 года)
- комкор (4 ноября 1939 года)
- генерал-майор (4 июня 1940 года)
- генерал-лейтенант (29 августа 1943 года)

## Награды

### СССР
- орден Ленина (21.02.1945[5])
- четыре ордена Красного Знамени (23.08.1944, 03.11.1944[5], 29.05.1945, 1949[5])
- Орден Суворова I степени (06.04.1945)
- орден Кутузова I степени (28.01.1943)
- Орден Богдана Хмельницкого I степени (03.06.1944)
- орден Красной Звезды
  - Медали, в том числе:
  - «XX лет Рабоче-Крестьянской Красной Армии»
  - «За оборону Ленинграда»
  - «За Победу над Германией в Великой Отечественной войне 1941—1945 гг.»
  - «За взятие Берлина»
  - «За освобождение Варшавы»

### Российская империя
- Орден Св. Станислава 3-й степени с мечами и бантом (22.09.1917)
- Георгиевский крест 4-й степени (20.08.1917)

### Иностранные награды
- Орден «Крест Грюнвальда» (ПНР)
- Медаль «За Варшаву 1939—1945» (ПНР)
- Медаль «За Одру, Нису и Балтику» (ПНР)

## Труды
- Духанов М. П. В сердце и в памяти. — М.; Л.: Советский писатель. Ленингр. отд., 1965. — 297 с.

## Отзывы современников
О нём можно было бы очень много сказать. Его способности как военачальника во всем блеске проявились во многих операциях. Он умел всегда выбрать место, где было труднее. Спокойный, рассудительный, он вносил уверенность в действия войск, оказывался самым нужным человеком и для командира и для бойца.— 